# Arnošt Procházka
Arnošt Leopold Antonín Procházka (15. listopadu 1869 Praha – 16. ledna 1925 Praha) byl český literární a výtvarný kritik a překladatel moderní evropské literatury. Patří k čelným představitelům české literární dekadence.

## Život
Narodil se v zámožné pražské měšťanské rodině divadelního kadeřníka Vavřince Procházky a Františky rozené Landové. Jeho nevlastním synovcem byl Alois Wachsman, Arnoštova matka byla sestrou otce nevlastní matky Aloise Wachsmana.
Studoval malostranské německé gymnázium, v tercii přestoupil na českou střední školu v Novodvorské ulici. Během studií vášnivě četl francouzské naturalisty a symbolisty. Následné studium práv nedokončil, nastoupil do zaměstnání jako praktikant finančního ředitelství, krátce se živil jako úředník u dráhy. Dlouhou dobu se živil  při pražském zemském výboru, nejdříve jako běžný úředník, později jako vrchní účetní. V roce 1894 spolu s Jiřím Karáskem ze Lvovic (jenž byl jeho spolužákem) založil dekadentně zaměřený časopis Moderní revue. Ve stejném roce vystoupil z církve katolické.
Krátce poté, co Kamilla Neumannová začala vydávat své Knihy dobrých autorů, se stal hlavním redaktorem této knižnice. Na vydávání se podílel editorsky i překladatelsky, stanovil náklad svazku 1 000 výtisků a pevný den vycházení 25. každého měsíce, inicioval založení dalších knižnic, jednal s autory a s vydavatelkou úzce spolupracoval až do své smrti v roce 1925. Podlehl srdeční chorobě, s níž se léčil roku 1924 v Poděbradech. 
Díky své stěžejní kritické a esejistické činnosti se stal Procházka jedním z vůdčích představitelů mladé modernistické kritiky. Trval na výlučnosti světa umění, odmítal jeho ovlivňování každodenní realitou i jeho vliv na ni, "lidovost". Vytvářel kult Individua a Krásy jako antiteze běžné skutečnosti. 

## Dílo
- Prostibolo duše, Praha: Moderní revue, 1895 – lyrika dekadentního typu — reedice: Brno: Pavel Křepela, 2000, ISBN 80-902653-3-2[5]
- Slunce; Josef Malý – Praha: Moderní revue, 1895 č. 1 a 2
- Básnické jaro 1902, Praha: vlastní náklad, 1902
- Odilon Redon, Královské Vinohrady: Hugo Kosterka, 1904, edice Symposion[6]
- Cesta krásy: essaie, Praha: Bedřich Kočí: Edvard Beaufort, 1906 – psáno v letech 1898–1906
- Meditace: essaie, Praha: Kamilla Neumannová, 1912
- České kritiky Praha: Moderní revue, 1912
- Francouzští autoři a jiné studie, Praha: Moderní revue, 1912
- Literární silhouety a studie, Praha: František Adámek, 1912
- Polemiky, Praha: K. Neumannová, 1913
- Rozhovory s knihami, obrazy i lidmi, Praha: František Borový, 1916
- Tanec smrti: povídky, Praha: Karel Říhovský, 1917
- Diář literární a umělecký: články a kritiky o literatuře, výtvarnictví a divadle, Královské Vinohrady: Ludvík Bradáč, 1919
- Erotická sexualita v literatuře a umění: diář kritikův, Královské Vinohrady: L. Bradáč, 1919
- Na okraj doby – Praha: L. Bradáč, 1919
- Němečtí vlkodlaci – Praha: Knihovny, 1921
- Dnové života, Brno: Stanislav Kočí, 1922
- Soumrak, Praha: Moderní revue, 1924
- Torsa veršů; Torsa prosy, Královské Vinohrady: L. Bradáč, 1925
- Relikviář, Praha: K. Neumannová, 1928 – básně v próze z pozůstalosti
- Kritiky a eseje z let 1892–1924 – editor Luboš Merhaut. Praha: Institut pro studium literatury, 2020

### Překlady
Překládal z germánských a románských jazyků a dále z ruštiny a polštiny. Překlady otiskoval pod nejrůznějšími pseudonymy: Rudolf Bláha, Norbert Fomeš, Ludvík Havelka, Emerich Hladký, Robert Hořan, Lambert Lakosil, Alois Landa, Katuše Lobčová, Jindřich Morávek, Alois Navrátil, Jakub Navrátil, Karel Pudlač, Leopold Pudlač, Julius Skružný, Ferdinand Studnička, Helena Vracelová. 
Procházkovy překlady byly některými kritiky (např. František Xaver Šalda, František Chudoba, Václav Ertl) ostře kritizovány.
- Bereničina zahrada – Maurice Barrès. Praha: Vzdělavací bibliotéka, 1890–
- Slídiči – Charles van Lerberghe. Praha: Moderní revue, 1895
- Mrtvé lásky: čtyři novelly: Lidské doklady; Mara; Rouhovor; Absurdnost – Federico de Roberto; [Obsahuje přívazky: Dvě novelly humoristické; Srdce ženy – Jules Claretie; Trojlístek ruských povídek; Markýza Teodori – Francesco De Renzis.] Praha: Jan Otto, 1897
- Filoktétes – André Gide. Praha: Chrysanthem, 1899
- Co století umírá: psychologické studie – Scipio Sighele. Vinohrady: Hugo Kosterka, 1899
- Belkiss: královna sábská, axumská a hymiarská – Eugenio de Castro. Praha: Moderní revue, 1900
- Nietzscheova filosofie – Henri Lichtenberger. Praha: Josef Pelcl, 1900
- Případ Wagnerův a Nietzsche contra Wagner – Friedrich Nietzsche. Praha: J. Pelcl, 1901
- Krátký život Baltazara Aldaramina Benátčana – Henri de Régnier. Vinohrady: H. Kosterka, 1904
- Malý Jeník – Frederik van Eeden. Praha: K. Neumannová, 1905
- Antikrist: pokus o kritiku křesťanství – Friedrich Nietzsche. Praha: K. Neumannová, 1905
- Morálka lásky: essaie – Remy de Gourmont. Praha: K. Neumannová, 1906
- Věž lásky. [1] – Rachilde. Praha: K. Neumannová, 1907
- Abatyše v Castru; Vittoria Accoramboniová – De Stendhal. Praha: K. Neumannová, 1908
- Traktér u královny Pedauky – Anatole France. Praha: K. Neumannová, 1909
- Essaye: lidská duše za socialismu, přednáška o anglické renaissanci, l’envoi, americké dojmy – Oscar Wilde. Praha: K. Neumannová, 1909
- Princezny lásky: román o japonských kurtisánách – Judith Gautier. Praha: K. Neumannová, 1910
- Těsná brána: román – André Gide. Praha: K. Neumannová, 1910
- Sedm princezen; Vetřelkyně – Maurice Maeterlinck. Praha: K. Neumannová, 1910
- Ecce homo: jak se staneme – čím jsme – Friedrich Nietzsche. Praha: K. Neumannová, 1910
- Na balkoně – Robert Browning; Hyperion – John Keats. Praha: K. Neumannová, 1911
- Vévodkyně Padovská: drama o pěti dějstvích – Oscar Wilde. Praha: K. Neumannová, 1911
- Malý krab a spravedlnost – Frederik van Eeden; in: 1000 nejkrásnějších novel... č. 16. Praha: J. R. Vilímek, 1911
- Romány marhaníku. Oheň – Gabriele d’Annunzio. Praha: J. R. Vilímek, 1912
- Paměti bláznovy: román – Gustave Flaubert. Praha: K. Neumannová, 1912?
- Narkissos, Filoktétes a Prometheus – André Gide. Praha: K. Neumannová, 1912
- Srdce v očistci: román – Joséphin Péladan. Praha: K. Neumannová, 1912
- Hamlet čili následky lásky synovské – Jules Laforgue; in: 1000 nejkrásnějších novel... č. 17. Praha: J. R. Vilímek, 1912
- Zabíječ žab – Rachilde; in: 1000 nejkrásnějších novel... č. 18. Praha: J. R. Vilímek, 1912
- Egidius a cizinec – Wilhelm Gerard van Nouhuys; in: 1000 nejkrásnějších novel... č. 32. Praha: J. R. Vilímek, 1912
- U moře – Stanislaw Przybyszewski; in: 1000 nejkrásnějších novel... č. 33. Praha: J. R. Vilímek, 1912
- Vanina Vanini – Stendhal; in: 1000 nejkrásnějších novel... č. 34. Praha: J. R. Vilímek, 1912
- Betsabé – André Gide. Praha: Moderní revue, 1913
- Na ruby – Joris Karl Huysmans. Praha: Knihy dobrých autorů, 1913
- Soumrak model čili kterak se filosofuje kladivem – Friedrich Nietzsche. Praha: K. Neumannová, 1913
- Duše domu – Hubert Krains; in: 1000 nejkrásnějších novel... č. 43. Praha: J. R. Vilímek, 1913
- Nachový muž – Pierre Louÿs; in: 1000 nejkrásnějších novel... č. 44. Praha: J. R. Vilímek, 1913
- Železná pana – Edouard Dujardin; in: 1000 nejkrásnějších novel... č. 47. Praha: J. R. Vilímek, 1913
- Strašlivá noc – León Bloy; in: 1000 nejkrásnějších novel... č. 50. Praha: J. R. Vilímek, 1913
- Vrah –  Adolphe Retté; in: 1000 nejkrásnějších novel... č. 53. Praha: J. R. Vilímek, 1913
- Král Kandaules: drama o třech dějstvích – André Gide; upravil Miloš Klicman. Praha: K. Neumannová, 1914
- Jiří Dandin, čili, Ošálený manžel: komedie o třech dějstvích – Moliere. Praha: K. Neumannová, 1914
- Kressida; Helena – André Suares; přeložili Arnošt Procházka, Josef Marek. Praha: K. Neumannová, 1914
- Neviňátko – Jean Moréas; in: 1000 nejkrásnějších novel... č. 70. Praha: J. R. Vilímek, 1914
- Budoucí povídka – Paul Adam; in: 1000 nejkrásnějších novel... č. 74. Praha: J. R. Vilímek, 1914
- Nehybndá cesta – Maurice Renard; in: 1000 nejkrásnějších novel... č. 76. Praha: J. R. Vilímek, 1914
- Den ze dne – Joris Huysmans; in: 1000 nejkrásnějších novel... č. 77. Praha: J. R. Vilímek, 1914
- Román zajícův – Francis Jammes; in: 1000 nejkrásnějších novel... č. 79. Praha: J. R. Vilímek, 1914
- Listy Satyrovy – Remy de Gourmont; původní dřevoryty František Kobliha. Praha: K. Neumannová, 1915
- Anekdoty, čili, Básně prósou – Stéphane Mallarmé; upravené V. H. Brunnerem. Praha: Moderní revue, 1915
- Konec Lucie Pellegrinové – Paul Alexis; in: 1000 nejkrásnějších novel... č. 85. Praha: J. R. Vilímek, 1915
- Drama – Charles Vildrac; in: 1000 nejkrásnějších novel... č. 86. Praha: J. R. Vilímek, 1915
- Aurela – Joséphin Péladan; in: 1000 nejkrásnějších novel... č. 89. Praha: J. R. Vilímek, 1915
- Tajemství Dona Juana – Rémy Gourmont; in: 1000 nejkrásnějších novel... č. 90. Praha: J. R. Vilímek, 1915
- Milenec – Théodore de Banville; in: 1000 nejkrásnějších novel... č. 91. Praha: J. R. Vilímek, 1915
- Cizí básníci: [Květy zla – Ch. Baudelaire; Herodias – Stéphane Mallarmé; Zrcadlo hodin – Henri de Régnier; Antický sen – Laurent Tailhade aj. Praha: K. Neumannová, 1916
- On – Fernand Vandérem; in: 1000 nejkrásnějších novel... č. 92. Praha: J. R. Vilímek, 1916
- Louisa Leclercquová – Paul Verlaine; in: 1000 nejkrásnějších novel... č. 95. Praha: J. R. Vilímek, 1916
- Neznámá – Robert Scheffer; in: 1000 nejkrásnějších novel... č. 95. Praha: J. R. Vilímek, 1916
- Mravy Filipových – Jules Renard; in: 1000 nejkrásnějších novel... č. 96. Praha: J. R. Vilímek, 1916
- Ennoia – André Lebey; in: 1000 nejkrásnějších novel... č. 97. Praha: J. R. Vilímek, 1916
- Příklad Ninony de Lenclos, milovnice – Jean de Tinan; in: 1000 nejkrásnějších novel... č. 102. Praha: J. R. Vilímek, 1916
- Výměna: drama o třech dějstvích – Paul Claudel. Praha: K. Neumannová, 1917
- Muž a sirena – Henri de Régnier. Praha: František Borový, 1917
- Tragoedie duše – Robert Browning. Praha: K. Neumannová, 1918
- Isabella: povídka – André Gide. Praha: K. Neumannová, 1919
- Měšťan Schippel: komedie o pěti dějstvích – Karl Sternheim. Praha: Bedřich Kočí, 1919
- Chrám lásky: essaie – André Suarès dřevoryty František Horký. Praha: K. Neumannová, 1919
- Leda, čili, Chvála blahoslavených temnot – Pierre Louys; původním leptem vyzdobil Tavík František Šimon. Praha: Moderní revue, 1920
- Ženatý kněz: román – Jules Barbey d’Aurevilly. Praha: Ladislav Kuncíř, 1921
- Nach Paris!: román – Louis Dumur. Praha: Knihovny, 1921
- Odpoledne faunovo: ekloga – Stéphane Mallarmé. Praha: Moderní revue, 1922
- Štvanice – Emil Zola; illustroval H. Němeček. Praha: J. R. Vilímek, 1924
- Deník panské: román – Octave Mirbeau. Plzeň: Beníško a Jeřáb, 1925
- Na bílé skále – Anatole France. Praha: F. Borový, 1931
- Dekameron – Giovanni Boccaccio. Praha: Kvasnička a Hampl, 1938

### Sběratel
Vybudoval obsáhlou a rozmanitou sbírku grafických prací, vzácných francouzských tisků. První sbírku prodal sám z peněžní tísně, chtěl pomoci své přítelkyni prostitutce. Žena od něj později utekla. Pak shromáždil obdobnou sbírku, která se však po jeho smrti ztratila, část knihovny byla prodána v dražbě a zůstal po ní jen katalog.